# Grote Synagoge van Stockholm
De Grote Synagoge van Stockholm (Zweeds: Stockholms stora synagoga; Hebreeuws: בית הכנסת הגדול של שטוקהולם, Bet ha-Knesset ha-Gadol shel Stokholm) is gelegen aan de korte straat Wahrendorffsgatan, nabij het park Kungsträdgården in Norrmalm, Stockholm. Het werd in 1862 door de Zweedse architect Fredrik Wilhelm Scholander ontwerpen en tussen 1867 en 1870 gebouwd. Het werd voorafgegaan door een 18e-eeuwse synagoge, waar tussen 1790 en 1870 diensten werden gehouden en waar tegenwoordig het Joods Museum gevestigd is.

## Achtergrond
De Joodse bibliotheek, Judiska biblioteket geheten, bevindt zich onder de synagoge. Deze meertalige collectie bestaat uit boeken in het Zweeds, Duits, Engels, Frans, Hebreeuws en andere talen. Het omvat de bibliotheek van Rabbi Marcus Ehrenpreis (1869-1951), die van 1914 tot 1951 opperrabbijn van Zweden was.
Af en toe worden er tentoonstellingen georganiseerd, zoals de tentoonstelling over het geheime dagboek dat de Duitse sociaaldemocraat Friedrich Kellner tijdens het nazitijdperk bijhield.
Een monument ter nagedachtenis aan de slachtoffers van de Holocaust, met meer dan 8.000 namen van slachtoffers die familie waren van Zweedse Joden, werd in 1998 in de synagoge ingewijd door Carl Gustaf XVI van Zweden.
Sinds 2015 wordt de synagoge geleid door Ute Steyer, de eerste vrouwelijke rabbijn van Zweden.
In 2017 werd een nieuwe mikwe gebouwd in de kelder van de synagoge.

## Hebreeuwse inscripties
In het metselwerk van het gebouw zijn decoratieve inscripties in het Hebreeuws geëtst en geschilderd. Op de gevel staat de vers Exodus 25:8: ועשו לי מקדש ושכנתי בתוכם (En zij moeten voor Mij een heiligdom maken, zodat Ik in hun midden kan wonen.)
Op de achtergevel zijn twee inscripties te lezen. Allereerst de naam van de synagoge: בית הכנסת הגדול של שטוקהולם (Bet ha-Knesset ha-Gadol shel Stokholm, oftewel: De Grote Synagoge van Stockholm). De andere tekst is vers Jesaja 57:19: בורא ניב שפתים שלום שלום לרחוק ולקרוב אמר יי ורפאתיו (Ik schep de vrucht van de lippen, vrede, vrede voor wie ver weg is en voor wie dichtbij is, zegt de Heere, en ik zal hen genezen.)

## Galerij

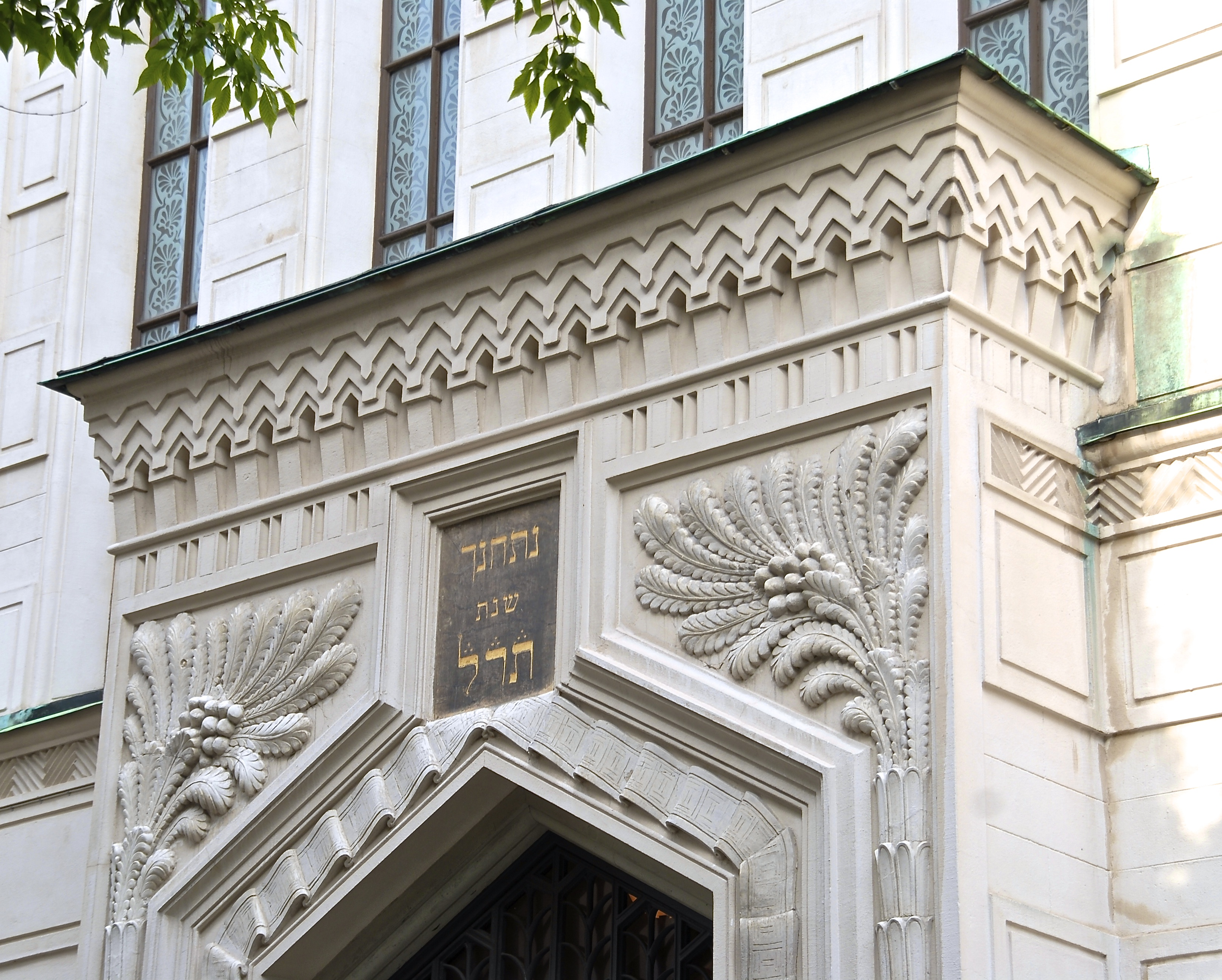
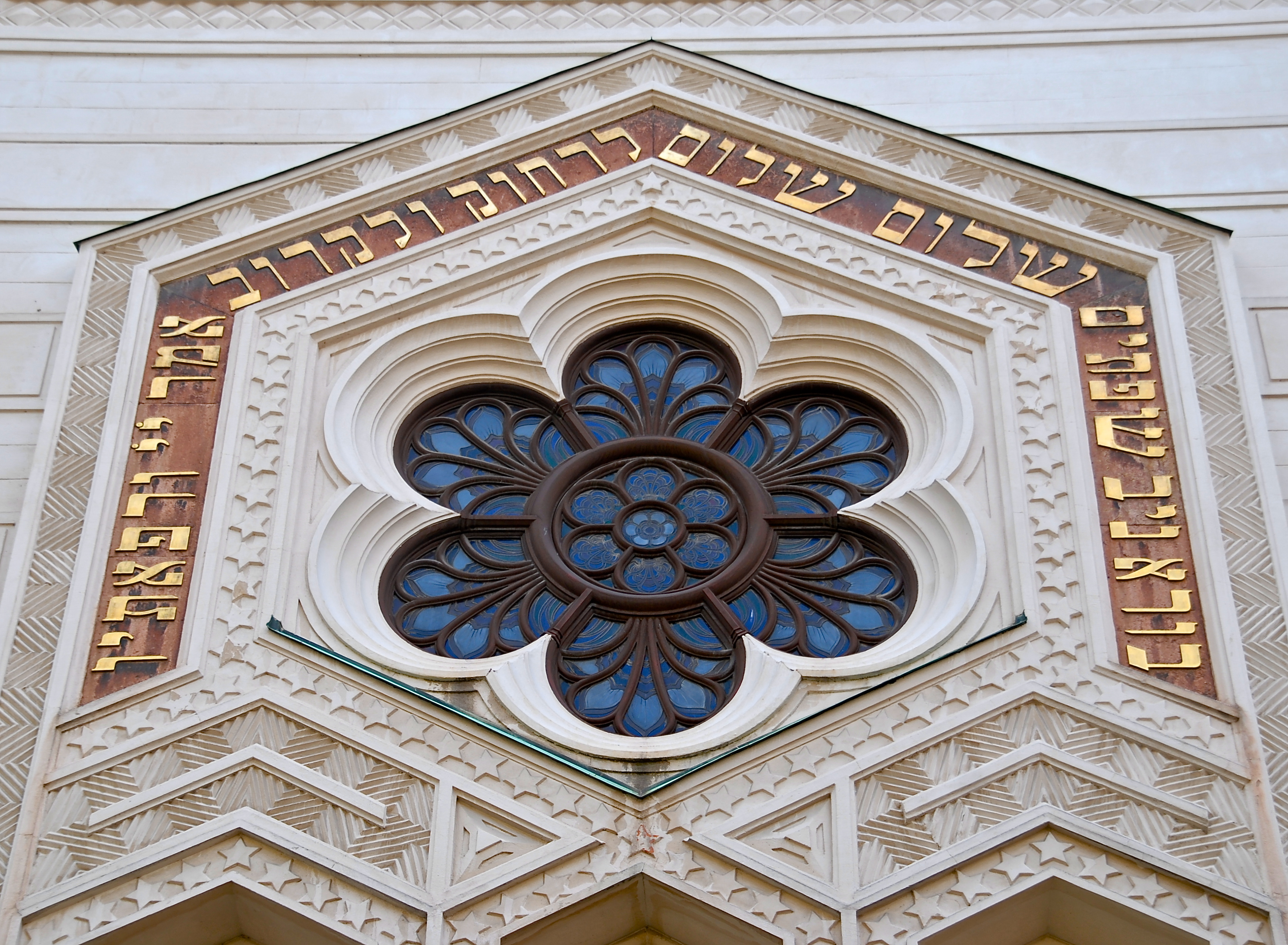
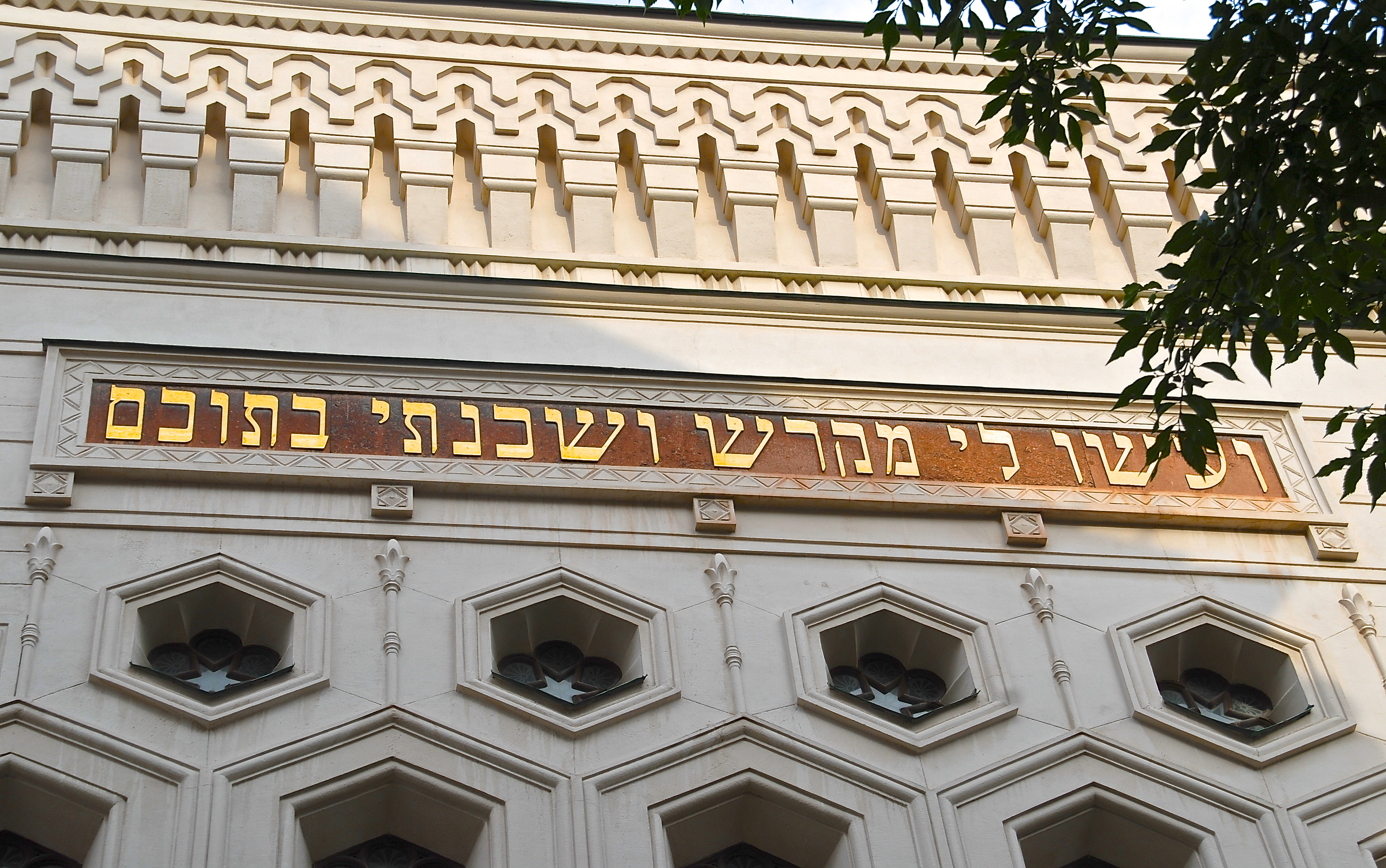